# Bucranium
Bucranium – rodzaj pająków z rodziny ukośnikowatych.

## Taksonomia
Rodzaj opisany został po raz pierwszy przez Octaviusa Pickarda-Cambridge'a w 1881 roku. Gatunkiem typowym został B. taurifrons.

## Opis
Podobnie jak i Aphantochilus, żywi się mrówkami z rodzaju Cephalotes, naśladując ich wygląd i ruchy. 

## Rozprzestrzenienie
Pająki z tego rodzaju występują w Ameryce Północnej i Południowej, od Meksyku i Kuby do Wenezueli, Brazylii, Peru i Paragwaju.

## Gatunki
Do rodzaju tego należą 4 opisane gatunki:
- Bucranium affinis (O. P.-Cambridge, 1896) (Meksyk)
- Bucranium pulchra (Bryant, 1940) (Kuba)
- Bucranium pinigerum (O. P.-Cambridge, 1891) (Gwatemala)
- Bucranium taurifrons O. P.-Cambridge, 1881 (Wenezuela, Gujana, Peru, Brazylia i Paragwaj)